# Зотов, Виктор Дмитриевич
Ви́ктор Дми́триевич Зо́тов (англ. Victor Dmitrievich Zotov, Victor Dmitrievich Zotoff, 1908—1977) — новозеландский ботаник российского происхождения. Эмигрировав из России после революции 1917 года, жил и работал в Новой Зеландии.

## Краткая биография
Виктор Дмитриевич родился во Владивостоке, эмигрировал в Новую Зеландию в 1924 году. Посещал агрокультурную школу Feilding High School (англ. Feilding High School) в 1925—1927 годах.
В 1928 году он начал работать на ботанической исследовательской станции (англ. Plant Research Station) в городке Палмерстон-Норт; в связи с расширением работ станция в 1936 году была реорганизована в Ботаническое исследовательское бюро (англ. Plant Research Bureau) в составе Департамента научных и индустриальных исследований (англ. Department of Scientific and Industrial Research (DSIR)). Здесь Виктор Дмитриевич продолжал работать в отделе ботаники до своего выхода на пенсию в 1968 году.
Основным направлением его исследований были травы — семейство Злаки (Poaceae, Gramineae), особенно подсемейство тростниковые (Arundinoideae), — в том числе вопросы их выращивания в Новой Зеландии. В частности, одно из растений, которому были посвящены его работы — канареечник канарский (Phalaris canariensis).
Также в сферу его интересов входили вопросы, касающиеся произрастания трав и прочей растительности в гористом районе Тараруа, где учёный часто совершал пешие прогулки. Кроме того, он опубликовал несколько работ по вопросам эрозии почв.
Виктор Дмитриевич был женат, у него было трое детей.

## Избранная библиография
- 1928 Observations and experiments on the suckling clover content of the pastures on the school farm. Feilding Agricultural College Bulletin No. 7: 9-11.
- 1930 Notes on sexual expression in certain species of New Zealand Coprosmas. Transactions and Proceedings of the N.X. Institute 60: 547-56 (G. V. Wild and V. D. Zotov).
- 1930 A case of malformation in Clematis foetida. N. X. Journal of Science and Technology 11: 362-5 (H. H. Allan and V. D. Zotov).
- 1930 The canary grasses in New Zealand. N.Z. Journal of Agriculture 40: 256-64 (H. H. Allan and V. D. Zotov).
- 1935 Pampas grass and its identification. N.X. Journal of Agriculture 50: 274-81 (H. H. Allan and V. D. Zotov).
- 1937 An artificial cross between Phormium colensoi and P. tenax. N.X. Journal of Science and Technology 18: 799—804 (H. H. Allan and V. D. Zotov).
- 1938 Survey of the tussock-grasslands of the South Island, New Zealand. Preliminary report. N.X. Journal of Science and Technology 20 A: 212-44 (N.X. Department of Scientific and Industrial Research Bulletin No. 73, 1939, reprinted 1947. Abstract in Herbage Reviews 7: 89-90).
- 1938 Some correlations between vegetation and climate in New Zealand. N.X. Journal of Science and Technology 19: 474-87 (see also Report of Twenty-third Meeting of ANZAAS 1937: 339-40).
- 1938 An outline of the vegetation and flora of the Tararua Mountains. Transactions and Proceedings of the Royal Society of N.X. 68: 259—324 (V. D. Zotov, N. L. Elder, A. D. Beddie, G. O. K. Sainsbury, and E. A. Hodgson).
- 1940 Certain types of soil erosion and resultant relief features on the higher mountains of New Zealand. N.X. Journal of Science and Technology 2 IB: 256-62 (N.X. Department of Scientific and Industrial Research Botany Division Bulletin No. 3).
- 1941 Pot-holing of limestone by development of solution cups. Journal of Geomorphology S: 71-3.
- 1942 An appreciation [Percy’s Reserve]. Wellington Botanical Society Bulletin No. 5: 3-4.
- 1943 Certain changes in the nomenclature of New Zealand species of Gramineae. Transactions and Proceedings of the Royal Society of N.Z. 73: 233-8.
- 1943 Rubber production in New Zealand. Trials with Kok-saghyz. N.Z. Journal of Agriculture 67: 75-8 (V. D. Zotov and E. P. White).
- 1945 N.Z. botanical studies. Recent contributions. N.Z. Science Review 3: 9.
- 1946 Taxonomic difficulties. N.Z. Science Review 4: 15-6.
- 1948 Forest deterioration in the Tararuas due to deer and opossum. Report on the Sixth Science Congress 1947: 162-5.
- 1948 Gannets at Cape Kidnappers. N.Z. Science Review 6: (cover photograph).
- 1948 Rata the killer. Tuatara 1 (3): 36-8.
- 1949 New Zealand science abstracts. Botany. N.Z. Science Review 7: 80-1 (Abstractor: V. D. Zotov).
- 1951 Vegetation of the expedition area. In Poole, A. L. (Compiler). Preliminary Reports of the New Zealand-American Fiordland Expedition. N.Z. Department of Scientific and Industrial Research Bulletin 103: 51-7 (A. L. Poole, R. Mason, W. R. B. Oliver, and V. D. Zotov).
- 1953 Some factors determining the distribution of plants in New Zealand. Proceedings of the Seventh Pacific Science Congress (Botany) 5: 156-8.
- 1957 A numerical study of the distribution of grasses in New Zealand. Proceedings of the N.Z. Ecological Society No. 4: 9-10.
- 1958 W. R. B. Oliver, F.R.S.N.Z. Wellington Botanical Society Bulletin No. 30: 7-9.
- 1963 Synopsis of the grass subfamily Arundinoideae in New Zealand. N.Z. Journal of Botany 1: 78-136.
- 1965 Grasses of the Subantarctic Islands of the New Zealand region. Records of the Dominion Museum 5: 101—46.
- 1970 Chionochloa macra (Gramineae): a new species. N.Z. Journal of Botany 8: 91-3.
- 1971 Simplicia T. Kirk (Gramineae). N.Z. Journal of Botany 9: 539-44.
- 1971 Zoysia Willd. (Gramineae) in New Zealand. N.Z. Journal of Botany 9: 639-44.
- 1973 Hierochloe R.Br. (Gramineae) in New Zealand. N.Z. Journal of Botany 11: 561-79.

## Названы в честь В. Д. Зотова
- Zotovia Edgar & Connor (1998)
- Carex zotovii (Hamlin) K.A.Ford (2015)